# Critique du christianisme
Pour un article plus général, voir Christianisme.

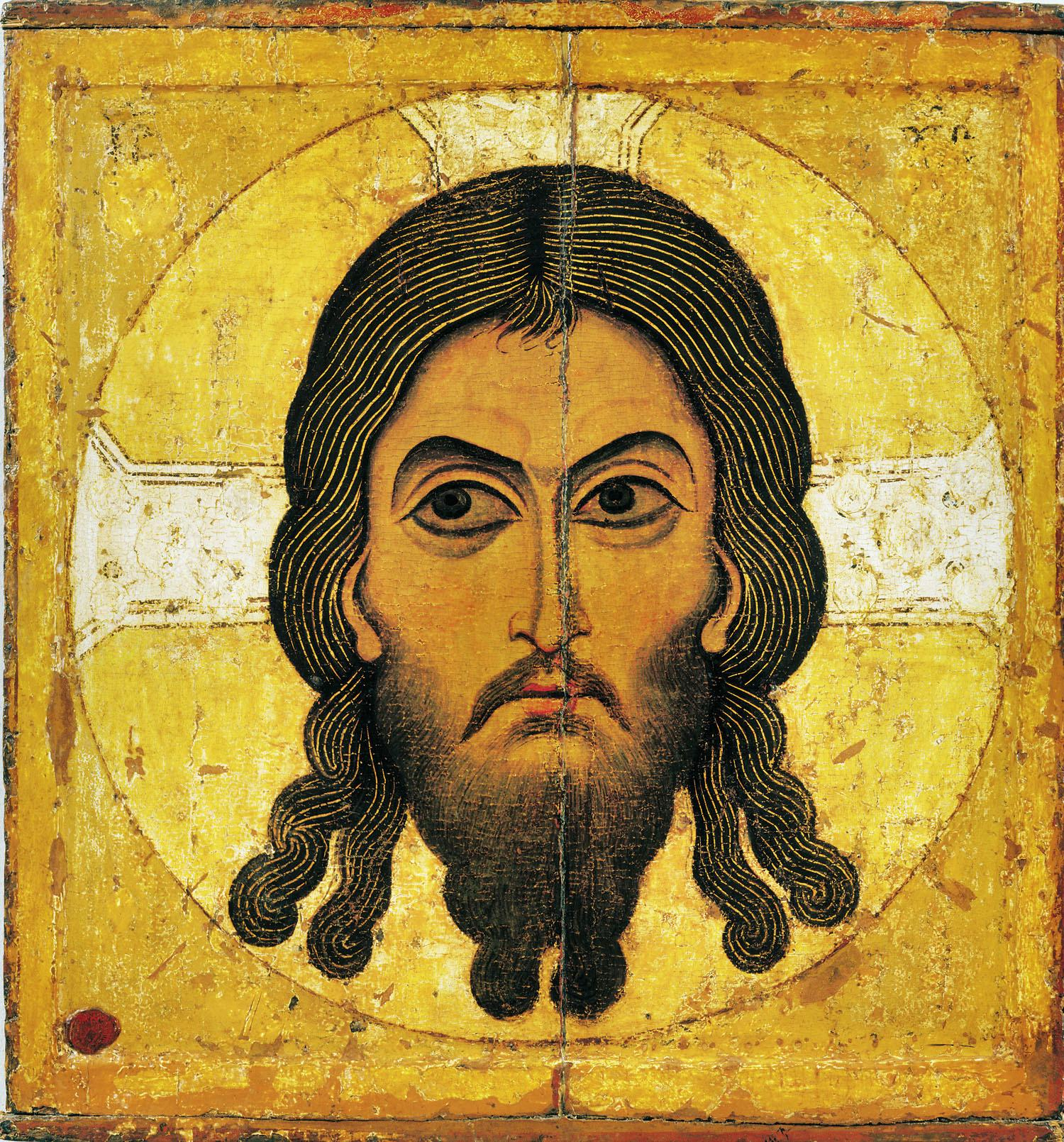
Image de Jésus

La critique du christianisme porte sur les doctrines, les pratiques et l’histoire de la religion chrétienne. Elle inclut des critiques générales contre les religions et d'autres qui lui sont propres, ainsi que des critiques spécifiques adressées aux différentes Églises chrétiennes.
D'un point de vue historique, les reproches émanent parfois des croyants eux-mêmes, qui soulignent le contraste entre une doctrine qui prêche officiellement l'amour du prochain, et des institutions qui ont au fil des siècles soutenu des pratiques telles que l'esclavagisme, créé l'Inquisition, lancé les croisades et propagé l'antisémitisme.
Du point de vue théologique, les interprétations chrétiennes de la Bible hébraïque sont inconcevables pour les autres peuples du Livre, qui considèrent que la notion de Trinité relève du polythéisme, de même que l'idée d'un Dieu incarné en homme ou encore le culte marial professé par le catholicisme et le christianisme orthodoxe.
La critique philosophique de la morale chrétienne porte notamment sur sa culpabilisation de la sexualité et sa glorification de la souffrance et de la soumission.

## Rôle historique des Églises chrétiennes

### Institutionnalisation
S'appuyant sur l'enseignement de Paul de Tarse dans l'épître aux Romains, le christianisme professe que « l'autorité vient de Dieu » et refuse donc la remise en cause du pouvoir en place, considéré a priori comme légitime. Il proclame que les hommes sont frères « dans le Christ » mais ne remet pas en cause l'ordre établi et prône l'obéissance des esclaves à leur maître.
Selon l'économiste Éric Stemmelen, cela expliquerait pourquoi le christianisme a été adopté comme religion officielle par les empereurs romains, à une époque où les esclaves se faisaient plus rares : « Le christianisme, à l’opposé de toutes les morales antiques, valorise le travail contraint, qu’il ne juge pas dégradant et incompatible avec la condition d’homme libre ».

## Aspects théologiques

### Jésus et le judaïsme
On dispose de peu de sources sur le Jésus historique, au point que des thèses mythistes sont allées jusqu'à mettre en doute son existence. À quelques exceptions près, les sources sur sa vie émanent des premières communautés chrétiennes et concernent essentiellement ses années de prédication. Les seuls éléments connus avec certitude sont ses liens avec Jean le Baptiste et la crucifixion, trop gênants pour avoir été inventés par ses disciples.
Pour le consensus historien, la prédication de Jésus se situe pour l'essentiel dans la continuité de la tradition du judaïsme pharisien.
Des chercheurs tels que Daniel Marguerat avancent que Jésus « n'avait pas du tout l'idée de fonder une nouvelle religion rivalisant avec la religion d'Israël ; il voulait réformer le dogme juif qui n'obtempéra point ». Selon Michel Quesnel, Jésus n'est pas le fondateur du christianisme : « Nous ne voyons point pourquoi Jésus est qualifié de fondateur. Sa religion était le Judaïsme tant dans sa conduite que dans son instruction ; il en récusa les formalités mais n'en renia pas les fondements ». 
En ce sens, David Flusser voit dans le christianisme une sorte de « judaïsme de seconde zone » qui se caractérise par un antijudaïsme virulent. L'échec du christianisme dans ses velléités de convertir le peuple juif constitue précisément la base de l'antijudaïsme chrétien.
En mai 2000, le philosophe Herbert Schnädelbach a déclenché un débat sur ce sujet avec un article de presse intitulé « La malédiction du christianisme ». Il y recense sept « maladies infantiles » du christianisme : le concept de péché originel, la justification par le sacrifice, la Grande Mission, l’antijudaïsme, l’eschatologie, l’intrusion du platonisme et la déformation de la réalité historique. Une fois que le christianisme sera guéri de ces sept maladies, conclut Schnädelbach, il n’en restera presque plus rien : le christianisme deviendra alors une forme de judaïsme éclairé, car la partie saine du christianisme appartient au judaïsme.

### L'influence de Paul
Rudolf Bultmann considère que Paul de Tarse a interprété, voire réinventé les doctrines de Jésus, au point de pouvoir être considéré comme le véritable fondateur du christianisme - ce qui est également la position de Nietzsche. Déjà au XVIIIe siècle, Reimarus en fait l’inventeur du christianisme. Hyam Maccoby entre autres souligne le dualisme de Paul et estime que celui-ci s'est directement inspiré des croyances gnostiques et des cultes à mystères pour construire une nouvelle religion centrée sur le sacrifice expiatoire d'un être à caractère divin.

### Le Messie et la Trinité
La doctrine chrétienne qui identifie Jésus au Messie annoncé dans les prophéties de la Bible hébraïque est réfutée par le point de vue du judaïsme, tout comme l'idée que la parole de Jésus puisse se substituer à la Torah.
La notion de Trinité, qui constitue le fondement théologique du christianisme, s'oppose frontalement au monothéisme juif. La divinité de Jésus, au cœur de la christologie, a d'ailleurs provoqué de nombreux schismes au sein du christianisme ancien.
Cette critique apparaît également dès les origines de l'islam qui, tout comme le judaïsme, récuse les statues et les images saintes en tant qu'idolâtrie et la Trinité en tant que polythéisme. Le Coran rejette le concept d'Incarnation : Jésus, fils de Marie, est l'apôtre de Dieu, mais n'est pas Dieu.

## Prétention à une vérité universelle
Le discours véritable du philosophe romain Celse (vers 176) compare les chrétiens « à une troupe de chauves-souris, à des souris sorties de leur trou, à des grenouilles tenant conseil autour d’un marais, à des vers formant assemblée dans un coin de bourbier, se disputant pour savoir qui d’entre eux sont les plus grands pécheurs et disant : « À nous, Dieu révèle et prédit tout d’avance : il néglige le monde entier, le mouvement du ciel, et sans souci de la vaste terre, pour nous seuls il gouverne, avec nous seuls il communique par ses messagers, ne cessant de les envoyer et de chercher par quels moyens nous lui serons unis pour toujours… » ».
Dans Additions aux pensées philosophiques, ou objections diverses contre les écrits de différents théologiens (1770), Denis Diderot lui fait écho en écrivant qu'une religion intéressant tous les hommes aurait dû être « éternelle, universelle et évidente », or aucune ne l'est ce qui implique que les religions sont fausses. Michel de Certeau valide cette critique dans Le Christianisme éclaté, (Seuil, Paris, 1974) (un dialogue avec Jean-Marie Domenach sur France Inter ensuite transcrit et publié), insistant sur la relativité du christianisme, estimant que le christianisme doit renoncer à « l’illusoire prétention d’être […] un message  en principe vrai pour tous ».
Commune au judaïsme, à l'islam et à toutes les philosophies fondées sur une transcendance, elle[Qui ?] remet en question plus généralement l'existence de Dieu, de la Révélation, de l'Au-delà, etc.
Voir en particulier les articles Déisme et Athéisme.
Les musulmans reprochent à l'Église d'avoir jeté l'anathème sur l'islam, le Coran, le prophète de l'islam, et la oumma en 680 dans les résolutions du Concile œcuménique tenu à Constantinople sachant que chaque concile est inspiré par le Saint-Esprit.

## Aspects moraux et philosophiques

### Péché originel
Pour Olivier Rey, la cueillette du fruit défendu à l’arbre de la connaissance du bien et du mal exprime « la convoitise de cette connaissance totale – qui abolit l’autre -, non pas l’arbre à connaître le bien et le mal, mais à connaître bien ou mal un sujet : bien si l’on s’abstient d’en manger, mal si l’on en mange. La faute d’Adam et Ève n’a pas été de  vouloir être comme des dieux, mais de ne pas avoir compris qu’ils l’étaient ! Et de s’être exilés eux-mêmes de cette condition, pour s’être fait une fausse identité de la divinité, comme maîtrise sans limite ».

### Critique des valeurs
Trois penseurs  sont généralement évoqués comme les « maîtres du soupçon » pour leur  remise en cause des valeurs chrétiennes de la société occidentale :  Karl Marx, Sigmund Freud et Friedrich Nietzsche. 
Marx dénonce l'aliénation sociale du monde, où les hommes sont opprimés et soumis à des inégalités insupportables. Pour lui, la religion est une structure créée par la société, alliée objective de la classe dominante, qui permet de justifier les inégalités sociales en glorifiant les bienfaits de la souffrance.
Ce que dénonce avant tout Marx, c'est l’effet anesthésiant, aliénant et mystifiant des religions sur la mentalité collective. De là son expression célèbre : « La religion est l'opium du peuple ».
Pour Nietzsche, le christianisme est la religion des faibles, qui cherchent à empêcher les forts de vivre leur liberté.
La journaliste de L'Humanité, Pascale Lagniot résume ainsi les critiques morales : « Le christianisme n’est pas une religion populaire, c’est une religion qui a été ordonnée au peuple et, avec elle, son exaltation de la souffrance, sa glorification de la résignation, son goût morbide pour le sang, sa haine du corps, sa morale sexuelle répressive, etc. D’une foi rebelle à tout pouvoir née dans une petite secte juive, le christianisme, se confondant avec l’empire, va devenir la plus grande machine de coercition jamais apparue sur terre ».

### Dévoiement
Le protestant Jacques Ellul affirme en 1992 que « le christianisme est la pire trahison du Christ » : « Comment se fait-il que le développement de la société chrétienne et de l’Église ait donné naissance à une société, à une civilisation, à une culture en tout inverses de ce que nous lisons dans la Bible, de ce qui est le texte indiscutable à la fois de la Torah, des prophètes, de Jésus et de Paul ? […] Il n'y a pas [ici] seulement dérive, il y a contradiction radicale, véritable subversion ».